# Marienkirche (Sallmannshausen)

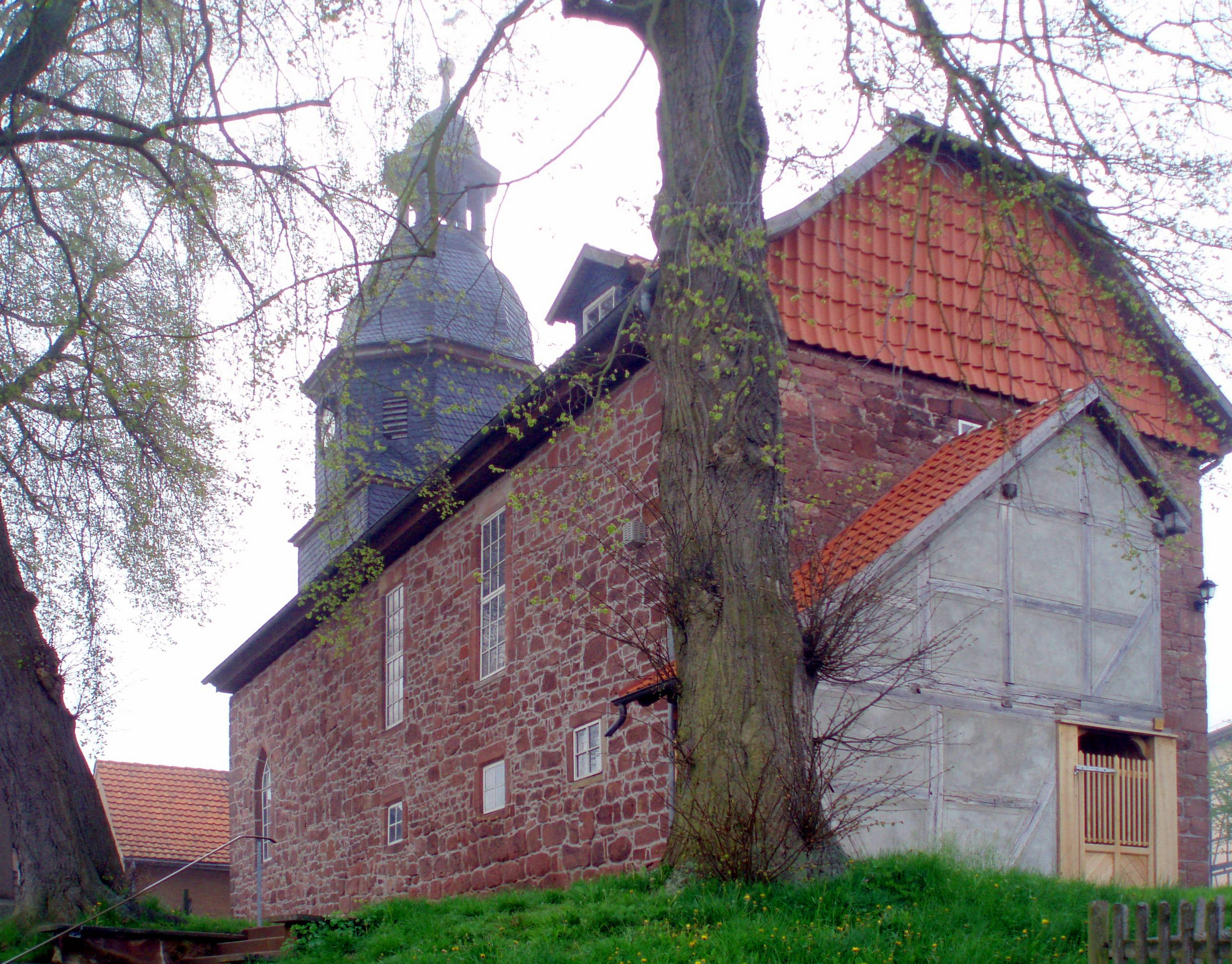
Marienkirche

Die Marienkirche steht in Sallmannshausen, einem Ortsteil der Gemeinde Gerstungen im Wartburgkreis von Thüringen. Die Kirchengemeinde Sallmannshausen gehört zum Pfarrbereich Gerstungen im Kirchenkreis Eisenach-Gerstungen der Evangelischen Kirche in Mitteldeutschland.

## Beschreibung
Der untere Bereich des Chorturms geht auf den Anfang des 16. Jahrhunderts zurück. 1717 wurde das Langhaus verlängert und mit einem Krüppelwalmdach versehen. Ein Chronogramm an der Südwand des Chors enthält in römischen Ziffern dreimal die Jahreszahl 1717. Der schiefergedeckte Chorturm ist zunächst quadratisch, geht dann in eine achtseitige Haube über, auf der eine offene Laterne sitzt, die in einer Turmkugel endet. Im Erdgeschoss des Chorturms befindet sich der Chor, der mit einem Kreuzrippengewölbe überspannt ist.
Um 1760 wurden im Kirchenschiff die Brüstungen der Emporen mit einem Bildnis König Davids und den Halbfiguren der Apostel bemalt. Aus der gleichen Zeit stammen vier große Gemälde, die sich auf dem hölzernen Tonnengewölbe befinden. Sie zeigen die Verkündigung, die Geburt Jesu, die Anbetung der Könige und die Taufe Jesu. Der Kanzelaltar aus dem 18. Jahrhundert steht auf zwei hölzernen Säulen. Ein spitzbogiges Sakramentshaus wird durch ein altes Gitter abgesperrt. Vorhanden ist noch eine Piscina. An der Chornordwand befindet sich ein geschnitztes Retabel, das um 1500 entstanden ist. Im Schrein des Flügelaltars wird eine Mondsichelmadonna dargestellt. Sie wird flankiert von zwei heiligen Bischöfen. In den Flügeln stehen die Apostel in zwei Reihen übereinander als Relief. An ihren Außenseiten sind Heiligenbilder zu sehen. Bis ins 20. Jahrhundert hing der Altar in großer Höhe über dem Triumphbogen, die oberen Ecken waren abgesägt. Die Orgel mit 13 Registern, verteilt auf 2 Manuale und Pedal, wurde 1857 von Friedrich Wilhelm Holland gebaut.